# Хариџити
Хариџити (арап. خوارج‎ — „Они који су отишли“, једн. خارجي) је појам који се описују муслимани који су испочетка подржавали ауторитет посљедњег праведног калифа Алије да би га касније одбацили. Први пут су се појавили у другој половини 7. вијека у данашњем јужном Ираку те испрофилирали у правац ислама различит и од сунита и од шиита.
Хариџити су, испочетка мотивисани политиком, развили доктрине које су их разликовале од сунита и шиита, а при чему се посебно истиче радикална верзија текфира према којој су сви остали муслимани невјерници који заслужују смрт. Хариџити су се кроз историју називали и Шурах (арап. الشُراة), дословно „купци“ по чиме се у контексту исламских списа и филозофије подразумијевало „они који су замијенили смртни живот (ел ) за други живот [са Богом] (ел Акирах)“, а то је израз који су хариџити користили и сами за себе.
Разлике између сунита, шијита и хариџита су сљедеће:
- сунити вјерују да одлуке праведног калифа Алије нису оправдале ниједан облик побуне.
- шиити вјерују да је имат (водство) било Алијино право, те да је владавина прва три праведна калифа (Ебу Бекр, Омер и Осман ибн Афан) била неваљана.
- хариџити инсистирају да сваки муслиман може бити вођа муслиманске заједнице те да има право дићи устанак против сваког владара који не поштује њихово тумачење ислама.

Од хариџита су данас преживјели једино ибади који живе у Оману, Занзибару и Сјеверној Африци и који за себе одбацују ознаку „хариџита“, називајуће се умјесто тога ahl al-ʿadl wa al-istiqama (арап. أهل العدل و الاستقامة — „Људи правде и усправљености“). Међу раним хариџитским групама је била харурити; позната по томе што је дозвољавала женама да буду имами и по томе да је њихов члан Abd-al-Rahman ibn Muljam био Алијин убица.